# Ullstein Verlag

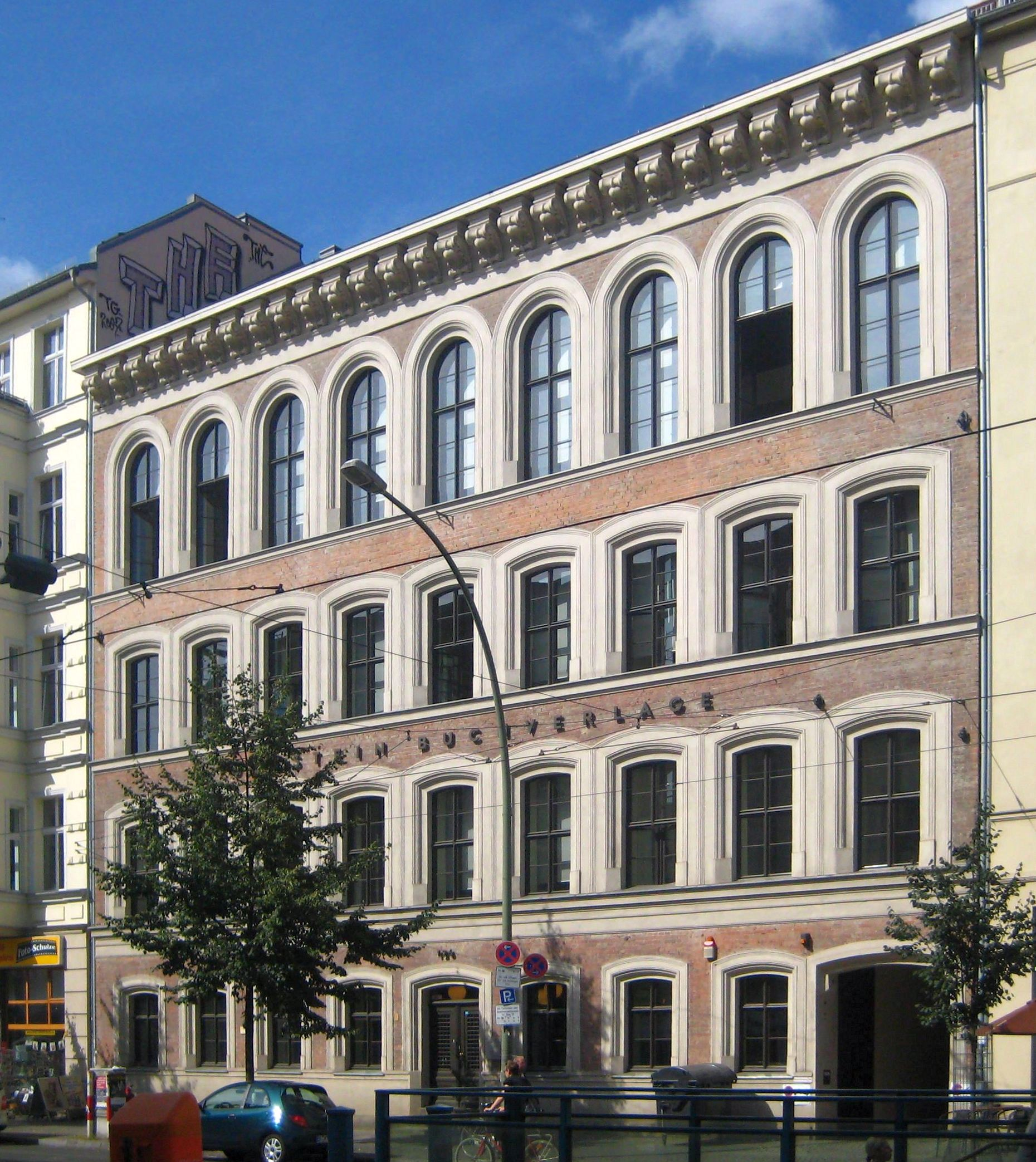
Sitz der Ullstein Buchverlage an der Friedrichstraße in Berlin-Mitte

Ullstein Verlag ist der Name von zwei Unternehmen, des Zeitungsverlags B.Z. Ullstein GmbH als Tochter der Axel Springer SE und der Ullstein Buchverlage GmbH als Tochter des schwedischen Medienunternehmens Bonnier. Beide gehen auf den historischen Ullstein Verlag zurück, der 1877 gegründet und 1945 aufgelöst wurde. Der Ullstein-Verlag war in den 1920er Jahren der größte Verlag Europas.  1952 erfolgte die Neugründung, 2003 die Aufteilung der zwei Unternehmen.

## 1877 bis 1945

### Gründung und erste Erfolge

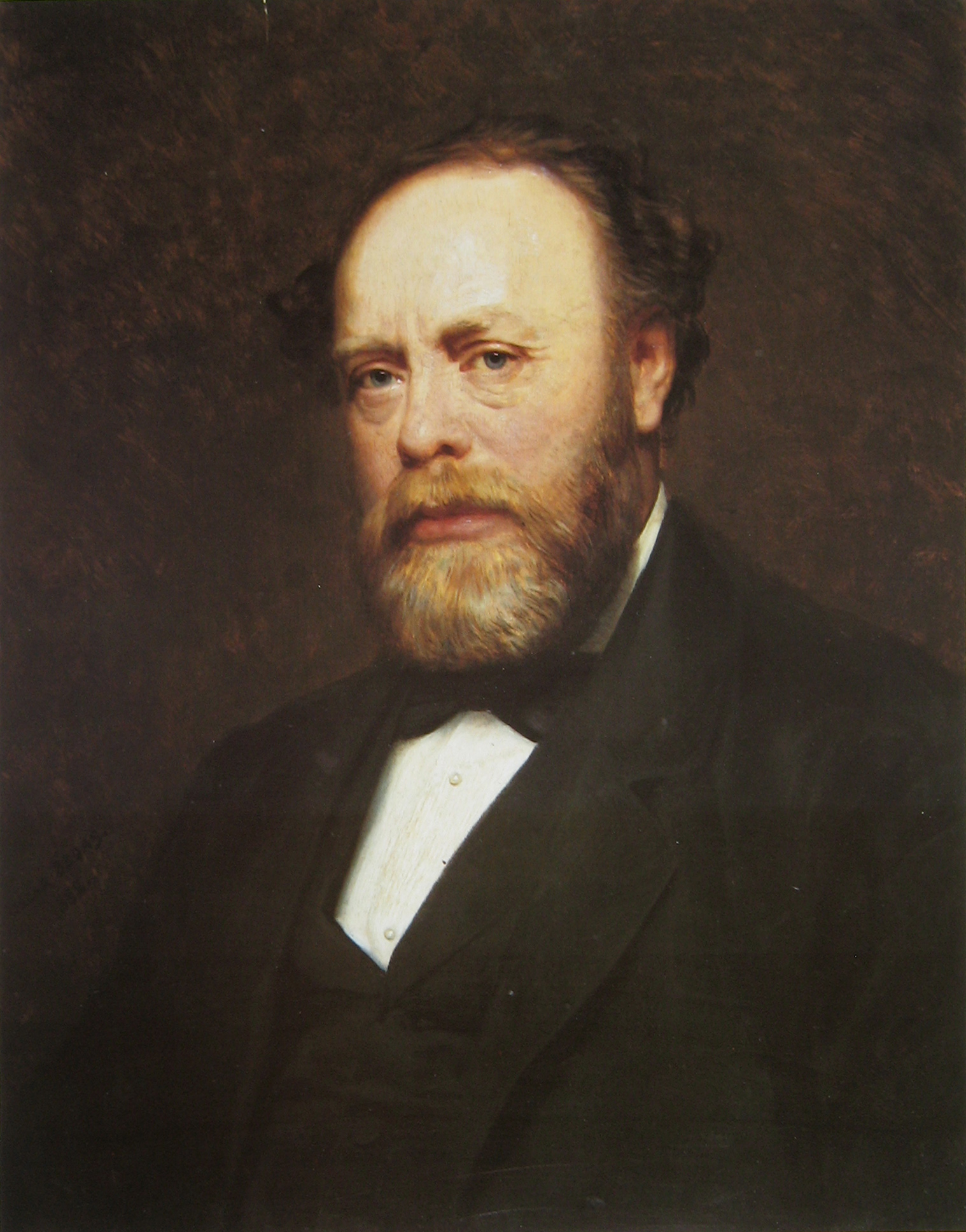
Leopold Ullstein, 1882

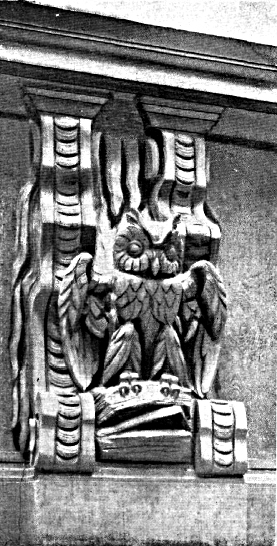
Eule am Ullsteinhaus Kochstraße 23/24, nicht erhalten

Am 1. August 1877 gründete der Papiergroßhändler Leopold Ullstein den Ullstein Verlag als offene Handelsgesellschaft.  Er hatte kurz zuvor den Verlag und das Druckhaus des  Neuen Berliner Tageblatts in der Zimmerstraße 94 erworben. Da diese Zeitung wenig finanziellen Erfolg brachte, stellte er sie bald ein und übernahm stattdessen  die Berliner Zeitung . Ullstein war liberal-demokratisch eingestellt, er kritisierte in den ersten Jahren öfter die Regierungspolitik.
1881 kaufte er das Gebäude in der nahegelegenen Kochstraße 23 und ließ 1885 ein neues Verlagsgebäude nach Plänen des Architekten Friedrich Schwenke errichten. Es folgten in den folgenden Jahren weitere Ankäufe und Neubauten umliegender Gebäude, sodass der Ullstein Verlag später das gesamte Karree besaß.
1887 gründete Leopold Ullstein die Berliner Abendpost, die die stillstehenden Druckmaschinen am Tag nutzen konnte und die Nachrichten der Berliner Zeitung am nächsten Tag in vielen Orten des Reiches verbreiten konnte. Beide Zeitungen erreichten bald eine Abonnentenzahl von über 100.000, was sich für die Anzeigen finanziell sehr positiv auswirkte. 
1894 übernahm Ullstein die Berliner Illustrirte Zeitung. Mit vielen Zeichnungen und Fotos versehen wandte sie sich besonders an Frauen, begeisterte aber auch deren Männer mit Love-and-Crime-Stories. Ullstein rief außerdem 1898 die Berliner Morgenpost ins Leben, die später zur größten Tageszeitung Deutschlands heranwuchs. In Leopold Ullsteins Todesjahr 1899 hatte diese rund 160 000 Abonnenten. 
Nach Ullsteins Tod 1899 übernahmen seine fünf Söhne das Unternehmen.

Nachdem 1904 der Straßenverkauf von Zeitungen zugelassen worden war und Louis Ullstein gleichzeitig die Produktionsabläufe nach US-amerikanischem Vorbild modernisiert hatte, wurde die Grundlage eines neuen Zeitungstyps in Deutschland gelegt: Die B.Z. am Mittag gilt als erstes Boulevardblatt Deutschlands und als „schnellste Zeitung der Welt“.
Den Söhnen gelang Anfang 1914 die Übernahme der Vossischen Zeitung, der ältesten Zeitung Berlins, die ihre Leserschaft im Beamtentum und bei Intellektuellen hatte. (Sie galt als innenpolitisch der Demokratischen Partei zugeneigt, während die 1898 gegründete Berliner Morgenpost eher den Sozialdemokraten nahestand.)

### Ullstein Buchverlag
1903 gründeten die Gebrüder Ullstein 1903 den Ullstein Buchverlag in Berlin, der unter der verlegerischen Leitung von Emil Herz rasch zu einem der führenden deutschen Verlage aufstieg. Herz formulierte sein verlegerisches Programm mit einem klaren Bekenntnis zu inhaltlicher Vielfalt: „In diesem Haus wurden alle Strömungen eingefangen, alle Stimmen gehört, registriert und wie von einem riesigen Resonanzboden verstärkt der Öffentlichkeit wieder zugeführt.“
Seit 1909 erschien die erste große Weltgeschichte in sechs Bänden, herausgegeben von Julius von Pflugk-Harttung. Für solche anspruchsvollen, mehrbändigen Werke wurde 1919 der Propyläen Verlag gegründet. Autoren wie Bertolt Brecht, Carl Zuckmayer, Lion Feuchtwanger, Ödön von Horváth, Heinrich Mann, Benno Reifenberg und Franz Blei veröffentlichten bei Ullstein. Zwei Bestseller der 1920er Jahre waren Erich Maria Remarques Im Westen nichts Neues (1928) und Vicky Baums Menschen im Hotel (1929). 
Außerdem erschienen ab 1910 Die Gelben Ullstein Bücher für nur eine Reichsmark, die viel Verbreitung fanden.
Konzept des Ullstein Zeitungsverlages seit den 1920er Jahren war es, erfolgreiche Schriftsteller zu binden, den Kaufanreiz mit Fortsetzungsromanen zu steigern, die eigens für Ullstein geschrieben waren, und die dann teilweise auch als Buch publiziert wurden. Eine Nachrichten- und Bildagentur gehörte ebenfalls zum Unternehmen, der heutige Ullstein-Bilderdienst.

### Weitere Entwicklung bis 1933

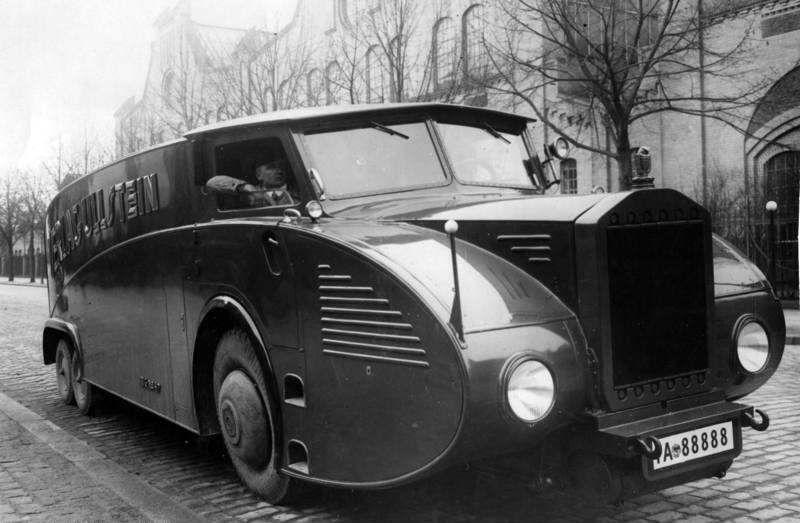
Einer der beiden Rumpler Lkw des Verlags zum Verteilen der Zeitungen, die speziell angefertigt wurden

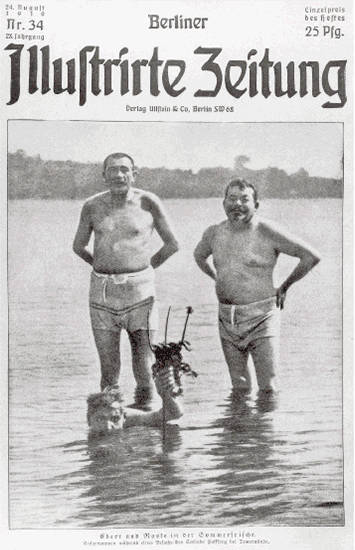
Titelblatt der Berliner Illustrirten Zeitung, 1919

In den 1920er Jahren wurde das Ullsteinhaus in Berlin-Tempelhof gebaut. Dort waren die Redaktions- und Verlagsräume sowie eine eigene Druckerei.  Die Zeitungsredaktionen blieben in der Kochstraße im Zeitungsviertel.
Es wurden weitere erfolgreiche Zeitschriften gegründet, die eine große Leserschaft fanden, so Die Dame, der UHU als erfolgreiche und anspruchsvolle Kulturzeitschrift, Der Querschnitt, die beliebte Kinderzeitschrift Der heitere Fridolin und das populärwissenschaftliche Magazin Koralle. Der größte wirtschaftliche Erfolg wurde die Sonntagszeitung Die Grüne Post seit 1927, die sich eigentlich vor allem an eine ländliche Leserschaft richtete und bald über eine Million Abonnenten hatte.
Der Ullstein Verlag war liberal ausgerichtet.
„Ihr Motto war politischer Liberalismus und moderne Kultur (...). Sie waren anti-militaristisch, anti-chauvinistisch und im besten Sinne europäisch; die große Welle deutsch-französischer Freundschaft der Aera Briand-Stresemann war zum Teil dem Einfluss der Ullstein-Presse zuzuschreiben. Das Haus Ullstein war eine politische Macht und gleichzeitig die Verkörperung des fortschrittlichen und kosmopolitischen Geistes der Weimarer Republik.“
Dabei hatte jedoch der kommerzielle Erfolg immer eine besondere Bedeutung, das Publikumsinteresse war der wichtige Maßstab.

### Zeit des Nationalsozialismus
Nach der Machtübernahme durch die Nationalsozialisten 1933 nahmen die Spannungen zu den Verantwortlichen spürbar zu, ein spöttischer Artikel in der Grünen Post 1934 führte letztendlich dazu, dass die jüdische Familie Ullstein das Unternehmen verkaufte, um den drohenden Bankrott durch bevorstehende Boykottmaßnahmen zu verhindern.
Es wurde 1937 in Deutscher Verlag umbenannt und dem Zentralverlag der NSDAP (Franz Eher Nachfolger GmbH) angegliedert. Louis Ullstein starb bereits 1933, sein älterer Bruder Hans zwei Jahre später – beide in Berlin. Die übrigen drei Brüder retteten ihr Leben durch die Emigration.
Mit der redaktionellen Okkupation und der wirtschaftlichen Aneignung des Ullstein Verlages durch das NS-Regime sowie der Umbenennung wurde das Angebot deutlich verändert. Bereits 1933/1934 wurden folgende Blätter eingestellt: Vossische Zeitung, Zeitbilder, UHU, Der Querschnitt und Tempo. Die übrigen Zeitungen und Zeitschriften blieben bestehen . Laut dem American Jewish Committee beschäftigte das Unternehmen während des Nationalsozialismus Zwangsarbeiter.
Zu den Chefredakteuren vom Ullstein-Verlag und von Deutschen Verlag gehörte von 1928 bis 1947 der Theater- und Filmkritiker Heinrich Satter (* 1908), der Sohn von Gerhart Hauptmann und Ida Orloff, der von 1946 bis 1958 auch als Wiener Kulturkorrespondent der Schweizer Zeitung Die Tat tätig war und später auch für Der Bund und andere Zeitungen arbeitete.

## Seit 1952

### Nachkriegsjahre

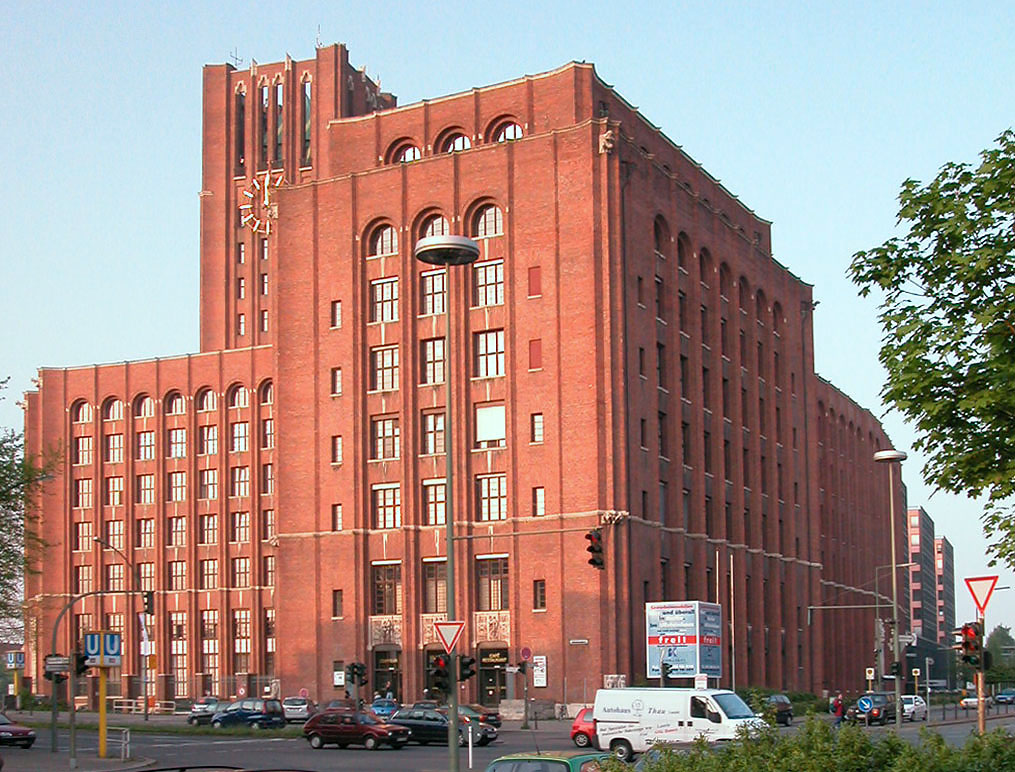
Das Ullsteinhaus in Berlin-Tempelhof

Hermann Ullstein starb vor Kriegsende 1943 in New York, Franz Ullstein 1945 auch dort. Rudolf Ullstein kehrte als Einziger der Brüder nach Berlin zurück. 1952 erhielt die Familie ihr Unternehmen nach langwierigen Verhandlungen zurück. Das Haus an der Kochstraße war weitgehend zerstört, Autoren waren verstorben, verschollen oder zu anderen Verlagen abgewandert. Bereits unmittelbar nach Kriegsende waren Dependancen in Wien, Berlin und Frankfurt am Main entstanden. 1952 wurden sie zusammengeführt, ein Jahr später nahm in Frankfurt der Ullstein Taschenbuchverlag die Produktion auf. Große Erfolge jener Jahre waren Heinrich Harrers Sieben Jahre in Tibet und Françoise Sagans Roman Bonjour Tristesse.

### Übernahme durch Axel Springer
Mitte der Fünfzigerjahre geriet Ullstein in eine schwere Finanzkrise. Axel Springer erwarb 1956 eine 26-prozentige Beteiligung an der Ullstein AG. Der Kauf ging mit der Vereinbarung einher, Druck- und Vertriebskapazitäten der Häuser Ullstein und Springer verstärkt gemeinsam zu nutzen. 1959 erwarb Axel Springer die Aktienmehrheit und damit auch den Buchverlag unter der Leitung von Albrecht Knaus und später Wolf Jobst Siedler. Das Programm war mit deutscher und amerikanischer Literatur erfolgreich, zu den Spitzenautoren zählten Christine Brückner und Arthur Hailey.
Im Mai 1959 wurde der Grundstein zum neuen Druck- und Verlagshaus inmitten des ehemaligen Berliner Zeitungsviertels gelegt. Die Bauarbeiten erfolgten seit dem 13. August 1961 unter den Augen von DDR-Grenzsoldaten hinter der in unmittelbarer Nachbarschaft errichteten Mauer. Schon Monate vor der offiziellen Einweihung des Axel-Springer-Hochhauses im Oktober 1966 zogen die Redaktionen der B.Z. und der Morgenpost vom Druckhaus Tempelhof in das neue Haus. Auch der Propyläen Verlag bezog seine Büros im 16. Stock des Axel-Springer-Hochhauses, während der Ullstein Buchverlag in einem eigenen Gebäude gegenüber in der Lindenstraße unterkam.
Seit der Übernahme durch Axel Springer ist die Berichterstattung der beiden Ullstein-Zeitungen konservativ und antikommunistisch. Die B.Z. wurde außerdem von einer Abendzeitung in ein Boulevardblatt angelsächsischen Stils umgewandelt.
In den 70er und 80er Jahren besaß Ullstein auch eine bedeutende Science-Fiction-Reihe, s. dazu Science Fiction im Ullstein Verlag.

#### Buchallianz mit Langen Müller (1985–1995)
Kurz vor Springers Tod 1985 verbanden sich im Januar 1985 die Ullstein Buchverlage mit der Münchner Verlagsgruppe Langen Müller Herbig. Geschäftsführer des Ullstein Verlags wie des Propyläen Verlags, wurde auf Wunsch des Springer-Vorstandsvorsitzenden Peter Tamm der Langen Müller Verleger Herbert Fleissner. Springer selbst lernte Fleissner nicht mehr persönlich kennen.
Unter Fleissner verfolgte die Ullstein-Gruppe einen rechtskonservativen Kurs. Zu ersten Auseinandersetzungen innerhalb des Verlages kam es, als Fleissner Ende 1985 dem Taschenbuch-Verlag die Herbig Materialien zur Zeitgeschichte zuwies. Die Schriftenreihe, die jahrelang vom bayerischen Verfassungsschutz wegen rechtsextremer Verbindungen beobachtet worden war, provozierte offenen Protest seitens der Ullstein-Belegschaft, weil sie Nazi-Verbrechen relativierte und die Kausalität von Krieg und Kriegsfolgen zugunsten der deutschen Ost-Vertriebenen aufhob. In Folge dieser Konflikte reichte Geschäftsführer Viktor Niemann, späterer Verleger bei Piper, seine Kündigung ein.
Im Jahr 1988 kam es zu einem weiteren Eklat: Eigenmächtig hatte Fleissner Franz Schönhubers Ich war dabei als Ullstein-Taschenbuch erscheinen lassen, welches 1981 bei Langen Müller veröffentlicht worden war. Die Erinnerungen des damaligen Bundesvorsitzenden der extrem rechtsnationalen Republikaner an seinen Kriegsdienst als Freiwilliger der Waffen-SS glorifizierten Hitlers Elitetruppe, verharmlosten deren Verbrechen oder stellten sie in Abrede. Trotz Androhung arbeitsrechtlicher Konsequenzen widersetzten sich die Ullstein-Hersteller daraufhin der Weisung, die Neuausgabe nachdrucken zu lassen. Anfang Februar 1989 baten 42 Verlagsmitarbeiter in einem gemeinsamen Schreiben an die Konzernleitung darum, das Buch unverzüglich aus dem Programm zu nehmen und ähnliche Publikationen künftig zu verhindern. Nach großem Medienecho verschwand das Buch aus dem Ullstein-Programm, blieb aber bei Herbig in München lieferbar.

#### Nach dem Mauerfall
Nachdem das primär an Zeitschriften interessierte Haus Springer aus ehemaligem DDR-Staatsbesitz den Sportverlag Berlin erworben hatte, kaufte Herbert Fleissner den Gesundheit Verlag mit der dazugehörigen Immobilie. Hinzu kamen weiter die Bucheditionen des Zeitgeist Verlags, deren Vertrieb Ullstein 1993 übernahm.
Seinen rechtskonservativen Kurs behielt Fleissner auch nach der Wiedervereinigung bei. Der von ihm 1992 eingestellte Cheflektor Rainer Zitelmann verlegte unter anderem Bücher von Jörg Haider und schließlich Karlheinz Weißmann, dessen Buch Der Weg in den Abgrund 1995 einen ähnlich großen Skandal wie den um Schönhuber verursachte.
Kurz darauf beschlossen die beiden Vertragspartner Springer (seit 1994 unter Tamm-Nachfolger Jürgen Richter) und Fleissner, die Allianz wieder aufzulösen. Am 1. Januar 1996 wurde die Trennung der Fusion nach genau elf Jahren vollzogen. Die Verlage wurden wieder zwischen den beiden Gesellschaftern aufgeteilt. Neuer Verleger bei Ullstein wurde Wolfram Göbel, der aus dem Ullstein Verlag wieder ein liberales, weltoffenes Haus machen wollte.

#### Übernahme des Verlagshauses Goethestraße und des Heyne-Verlags
Um sich neben den großen Verlagsgruppen Bertelsmann und Holtzbrinck als „dritte Kraft“ zu etablieren, übernahm die Axel Springer AG das Münchner „Verlagshaus Goethestraße“ und wurde 1998 zu 95 Prozent Mehrheitsgesellschafter der Verlagsgruppe „Econ & List“, mit den Buchverlagen Bucher, Econ, Claassen, List, Marion von Schröder und Südwest. Fünf Prozent blieben in der Hand der Münchener Verlagschefs Christian Strasser, der ab 1999 Geschäftsführer der neuen Verlagsgruppe wurde.
Anfang 2000 wurden die Zentrale der Buchgruppe sowie Teile des Ullstein Verlags nach München verlegt. 2001 übernahm man außerdem den Heyne Verlag in München, der – gemessen an der Auflage – alleine fast so groß war wie die ganze Econ Ullstein List-Gruppe zusammen. Die Gruppe wurde in Ullstein Heyne List umbenannt und vereinte nun 22 Verlage. Bestseller aus dieser Zeit erschienen zum Beispiel von den Autoren Charles Frazier, Leslie Forbes, John le Carré, Stephen King und Rita Mae Brown. Neu entdeckt wurden unter anderem Jo Nesbø oder Åke Edwardson. Im Propyläen Verlag erschienen außerdem seit 2002 die Bestseller des Publizisten Peter Scholl-Latour. Trotz dieser Erfolge gelang es der Verlagsgruppe nicht, profitabel zu wirtschaften.

#### Verkauf der Verlage an Random House und Bonnier

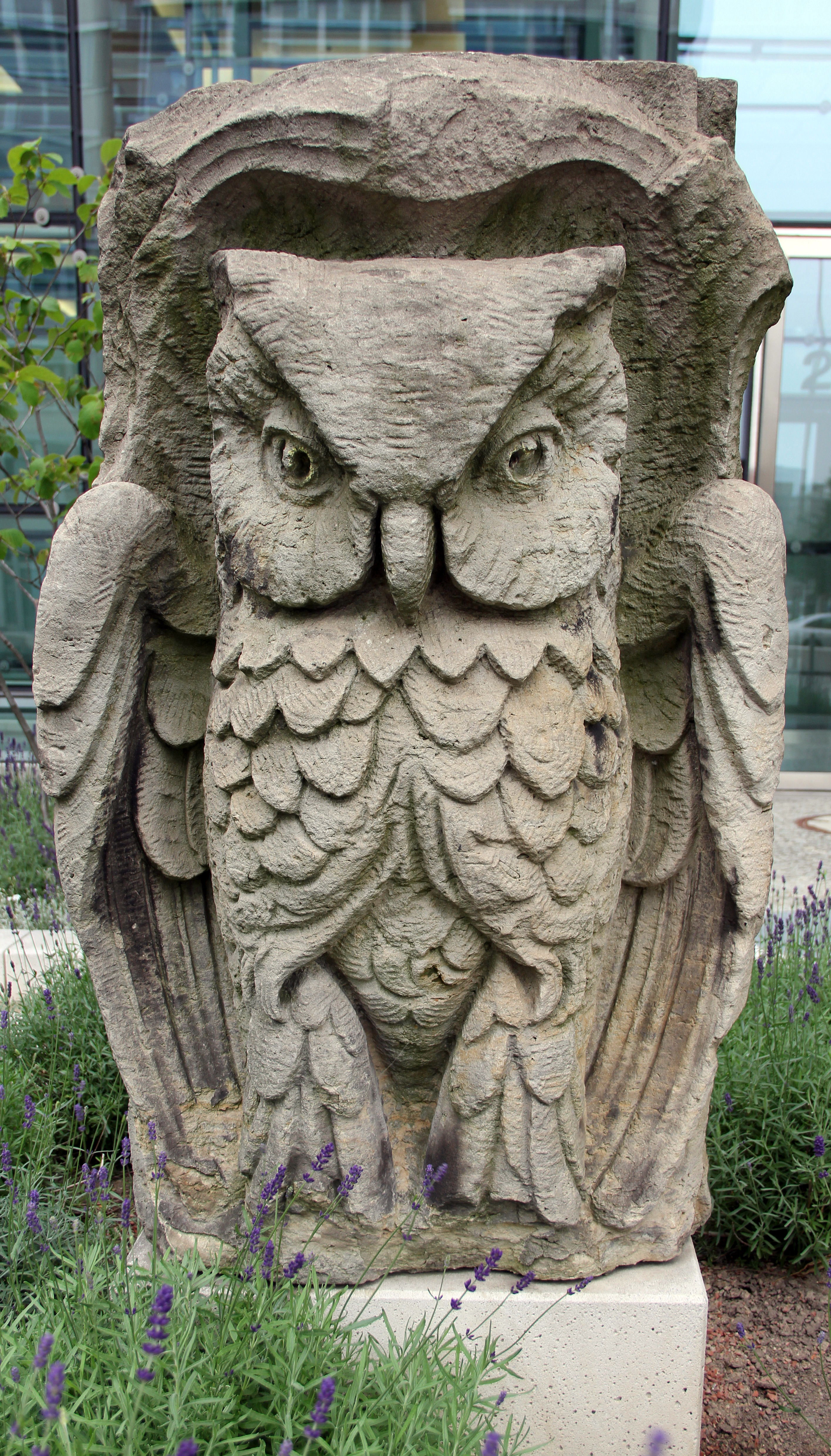
Die Eule des Ullstein Verlages, Rudi-Dutschke-Straße 52, in Berlin-Kreuzberg

2003 verkaufte die Axel Springer AG vorbehaltlich einer Zustimmung des Bundeskartellamts die Verlagsgruppe an Bertelsmann/Random House. Diese Fusion war auf dem deutschen Buchmarkt eine der bedeutendsten seit 1945. Den ursprünglichen Plan, Ullstein Heyne List vollständig in Random House zu integrieren, genehmigte das Bundeskartellamt nicht, da die Dominanz der Random-House-Gruppe insgesamt und im Besonderen im Bereich Taschenbücher zu groß gewesen wäre.
Daraufhin schlug Bertelsmann dem Kartellamt vor, Heyne, Südwest und Diana aus der Verlagsgruppe herauszulösen und in Random House zu integrieren, und dafür die (Rest-)Ullstein-Gruppe weiterzuverkaufen. Das Kartellamt stimmte dem zu, obwohl Bertelsmann auf diese Weise (nach Auflage) immerhin die Hälfte der damaligen Ullstein-Gruppe übernahm, und mit den Verlagen Goldmann und Heyne mit 40 % eine klar marktführende Stellung bei Taschenbüchern einnahm.
Käufer der verbliebenen Ullstein-Gruppe (Ullstein, Claassen, Econ, List, Marion von Schröder und Propyläen) war 2003 der schwedische Medienkonzern Bonnier; die Gruppe wurde in ihren heutigen Namen Ullstein Buchverlage GmbH umbenannt. Da Bonnier in Deutschland bereits die Verlage arsEdition, Carlsen, Piper und Thienemann besaß, stieß das Unternehmen mit dem Kauf in die Spitze der deutschen Verlagsgruppen vor.
Der einst von Leopold Ullstein gegründete Zeitungsverlag gehörte weiter zum Axel-Springer-Konzern.

### Neuausrichtung der Ullstein Buchverlage seit 2003
Für den Neubeginn nach wechselvollen Jahren sorgte als Verleger Viktor Niemann, der unter Herbert Fleissner zurückgetreten war und nun zu Ullstein zurückkehrte. Noch im selben Jahr veranlasste Niemann die Rückkehr der Münchener Dependance nach Berlin – Ullstein sollte wieder zum „Spiegel des kulturellen und politischen Lebens der Hauptstadt“ werden. Neues Verlagsgebäude wurde ein denkmalgeschütztes, 1848 unter Friedrich Wilhelm erbautes, 2003/04 unter der Leitung des britischen Architekten David Chipperfield restauriertes Schulhaus an der Friedrichstraße in Berlin-Mitte, in welchem sich die Ullstein Buchverlage seitdem befinden.

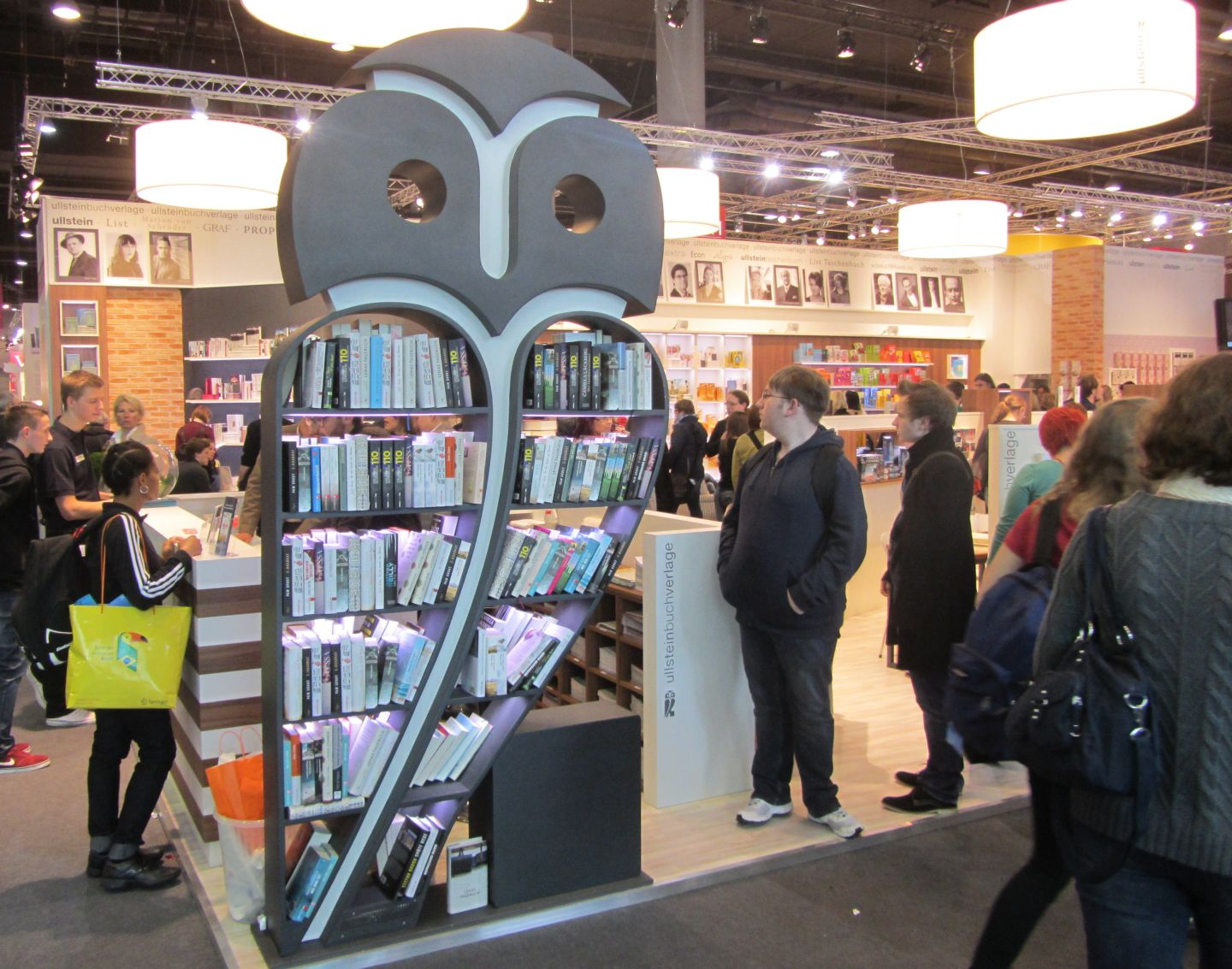
Stand der Ullstein Verlage auf der Frankfurter Buchmesse 2013

2007 übernahm Siv Bublitz die verlegerische Geschäftsführung der Ullstein Buchverlage. Zum 1. Oktober 2017 übernahm Gunnar Cynybulk die verlegerische Geschäftsführung der Ullstein Buchverlage. Im Mai 2019 wurde bekannt, dass er Ullstein zum Sommer des Jahres auf eigenen Wunsch verlassen wird; zur Nachfolgerin wurde Barbara Laugwitz berufen. Zum 1. August 2020 wechselte Laugwitz zu dtv, ihr Nachfolger wurde Karsten Kredel.
Bei den Ullstein Buchverlagen erscheinen u. a. Bücher von Bov Bjerg, Christian Baron, Lucy Fricke, Marc-Uwe Kling und Robert Seethaler, daneben Klassiker wie Irmgard Keun und Marlen Haushofer. Zu den internationalen Autoren zählen Hanya Yanaghiara, Joan Didion, Lauren Groff, Sally Rooney, Taylor Jenkins Reid und Teju Cole. Die Spannungsliteratur spielt weiterhin eine wichtige Rolle im Programm. Hier sind unter anderem Chris Carter, John le Carré, Jo Nesbø, Nele Neuhaus und das Autorenduo Michael Kobr und Volker Klüpfel zu nennen. Das Sachbuchprogramm der letzten Jahre prägten Autoren wie Dirk Oschmann, Giulia Enders, Richard Dawkins, Markus Gabriel, Omri Boehm, Philippa Perry und Stephan Malinowski.
Zu den Ullstein Buchverlagen gehören die Imprints Ullstein Hardcover, Ullstein Paperback, ullstein extra, Ullstein Taschenbuch, Allegria, Econ, List und Propyläen. 2014 entstand das Romance-Imprint Forever. Bei Forever baut der Verlag die zeitgemäßen Themenbereiche aus: Young- und New-Adult sowie Romantasy aus. Im Herbst 2025 veröffentlicht der Verlag ein Jugendbuch-Imprint für eine Leserschaft ab 14 Jahren mit Namen UJU.
Seit Frühjahr 2020 gehört der claassen Verlag, gegründet 1934 von Eugen Claassen, wieder zu den Ullstein Buchverlagen und knüpft damit an seine langjährige Tradition an, literarischen Autorinnen eine große Bühne zu geben. Im Herbst 2023 startete mit park x ullstein ein weiterer Verlag, der literarische Belletristik und erzählende Sachbücher veröffentlicht und sich an eine moderne, literarisch engagierte und interessierte, Social-Media-affine Community richtet. Außerdem erscheint bei den Ullstein Buchverlagen zweimal jährlich Delfi – Magazin für neue Literatur mit internationaler und deutschsprachiger Prosa, Dramatik, Lyrik und Comics.

## Buchverlage

### Verlage der Ullstein Buchverlage GmbH
(heute hundertprozentige Tochter des Bonnier-Konzerns)
- Ullstein Hardcover[32]
- Ullstein Paperback[33]
- Ullstein Taschenbuch[34]
- List (ehemals Paul List Verlag)[35]
- Propyläen Verlag[36]
- Econ[37]
- Allegria[38]
- Forever[39]
- claassen[40]
- park x ullstein[41]

### Verlage, die nicht mehr zu der Buchgruppe Ullstein gehören
- Südwest Verlag *
- Heyne *
- Langen Müller Verlag **
- Nymphenburger **
- Herbig **
- Diana-Verlag *
- Graf
- Ullstein-Hörbuchverlag * (Name Ullstein wird zugunsten von Random House Audio nicht mehr verwendet)
- Marion von Schröder

* Verlag wurde 2003 im Rahmen der Aufteilung der Verlage zwischen Bertelsmann und Bonnier aus der Verlagsgruppe herausgelöst
** Verlag wurde 1995 im Rahmen der Auflösung der Allianz mit Herbert Fleissner aus der Verlagsgruppe herausgelöst